# إيزوبوتانال
إيزوبوتانال (أو إيزوبوتيرألدهيد أو 2-ميثيل البروبانال) هو مركب كيميائي من فصيلة الألدهيدات، له الصيغة الكيميائية المفصلة CH3)2CHCHO)، والصيغة المجملة C4H8O، ويكون على شكل سائل عديم اللون.
يعد المركب من مماكبات البوتانال (بوتيرالدهيد، أو ألدهيد الزبدة).

## التحضير
يحضر إيزوبوتانال من إجراء تفاعل أوكسو لمركب البروبيلين، وذلك باستخدام حفازات من أحماض معدنية لتحفيز تفاعل إعادة الترتيب. بشكل مغاير، يمكن إنتاج المركب حيوياً بواسطة البكتريا المعدّلة.
ينتج سنوياً مثات الأطنان من هذا المركب.
يمكن للمركل أن يوجد طبيعياً في بعض أنواع العسل.

## الخصائص
يكون إيزوبوتانال على شكل سائل عديم اللون، سهل التطاير، وذلك في الشروط العادية من الضغط ودرجة الحرارة، ويكون له انحلالية ضعيفة في الماء، لكنه يمتزج مع باقي المذيبات العضوية. يتميز إيزوبوتانال بأنه حساس للرطوبة وللضوء، وهو سهل الاشتعال.
يؤدي تفاعل هدرجة الألدهيد إلى الحصول على كحول الإيزوبوتانول، في حين أن تفاعل الأكسدة يعطي ميثاكرولين، والذي يعطي حمض الميثاكريليك. أما إجراء تفاعل تكاثف مع فورمالدهيد يعطي هيدروكسي بيفالدهيد.

## الاستخدامات
يستخدم إيزوبوتانال كمركب وسطي في تحضير مركبات كيميائية أخرى، مثل استخدامه لتحضير بينيسيلامين، وكذلك لتحضير الفالين عبر اصطناع شتريكر:
{\displaystyle \mathrm {CH_{3}{-}CH(CH_{3}){-}CHO+NH_{3}+HCN\longrightarrow } }
{\displaystyle \mathrm {CH_{3}{-}CH(CH_{3}){-}CH(NH_{2}){-}CN+H_{2}O} }
وكذلك من غليكول نيوبنتيل عبر تفاعل كانيزارو، وكذلك الأمر في تفاعل كنوفيناغل.